# Estación de Alfauir
Alfauir es una estación de la línea 6 de Metrovalencia que se encuentra en el barrio de San Lorenzo de Valencia. Fue inaugurada el 27 de septiembre de 2007. Está situada en la calle Alfahuir, justo al centro de la misma, donde se levantan los dos andenes a ambos lados de las vías del tranvía.